# HMS Minotaur

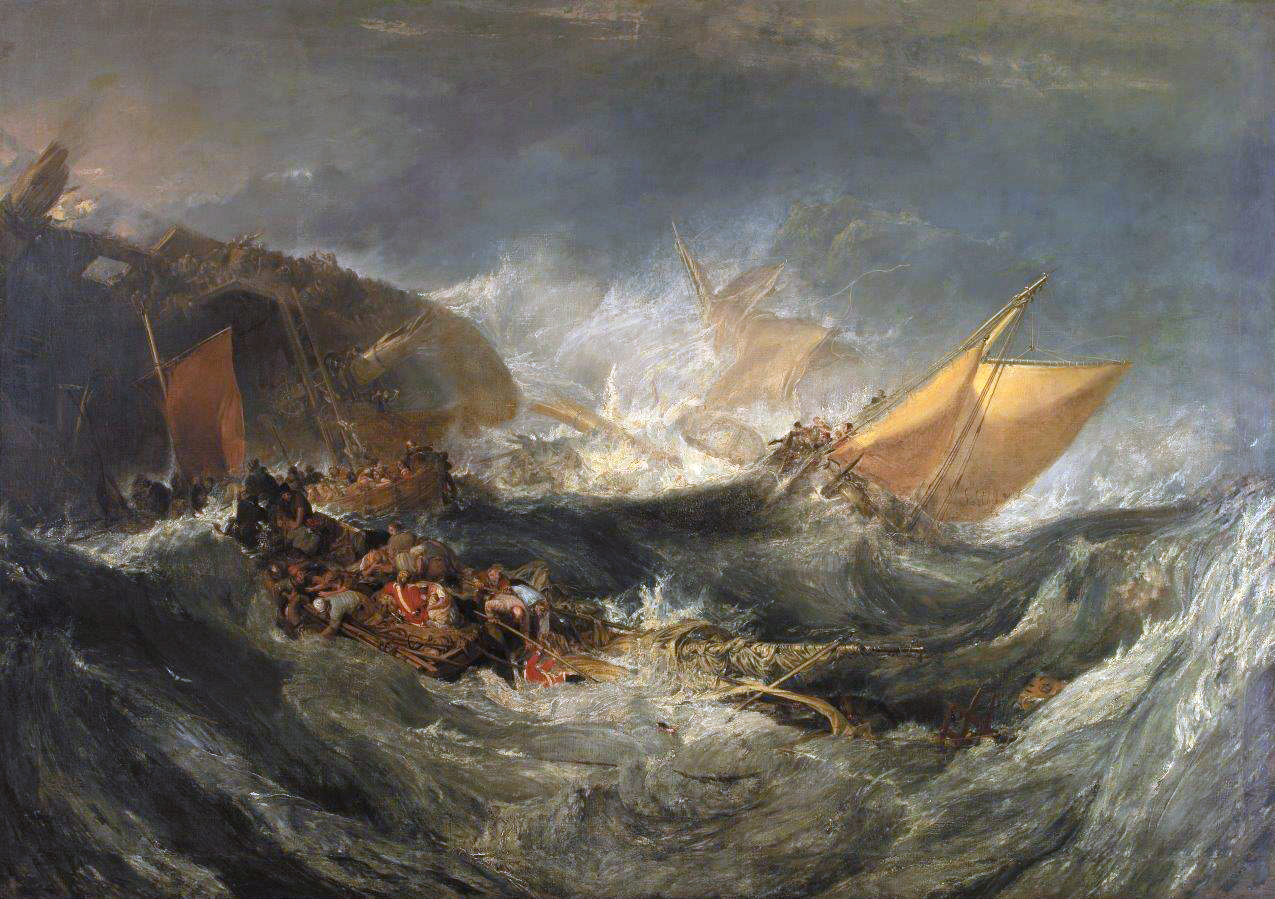
Schilderij van William Turner over de ondergang van de H.M.S. Minotaur

De HMS Minotaur was een Brits oorlogsschip, een third rate linieschip van 74 stukken geschut, dat verging op 22 december 1810.

## Scheepsramp
Het schip verging toen het onderweg van Göteborg naar Groot-Brittannië tijdens een storm 's-nachts vastliep op de Noorderhaaks bij Texel. Het schip maakte slagzij, spleet en sloeg uiteindelijk om. Hierbij kwamen 570 opvarenden om het leven. Honderdvierendertig overlevenden, die grotendeels op eigen kracht met hun boten de kust hadden weten te bereiken, werden krijgsgevangen gemaakt en via Amsterdam naar Parijs gebracht. Het is hiermee de grootste scheepsramp met een enkel schip die ooit voor de Nederlandse kust heeft plaatsgevonden.
Na de napoleontische oorlogen kwamen de krijgsgevangenen vrij en deden hun verhaal in Groot-Brittannië. Vanuit Londen kwam hevige kritiek op de Nederlandse autoriteiten omdat deze nagelaten zouden hebben een adequate reddingsactie op touw te zetten. Deze kritiek is een van de oorzaken dat in 1824 de Koninklijke Nederlandse Redding Maatschappij wordt opgericht.

## HMS Hero
Ruim een jaar later gebeurt op dezelfde locatie een bijna even ernstige ramp. Van een Brits konvooi lopen op 24 december 1811 tijdens een storm de HMS Hero en het troepenschip Archimedes op de Haaksgronden. Beide schepen vergaan, waarbij slechts 12 van de 530 opvarenden van de HMS Hero gered kunnen worden. De opvarenden van de Archimedes worden wel gered en worden krijgsgevangen gemaakt.